# RAF-977

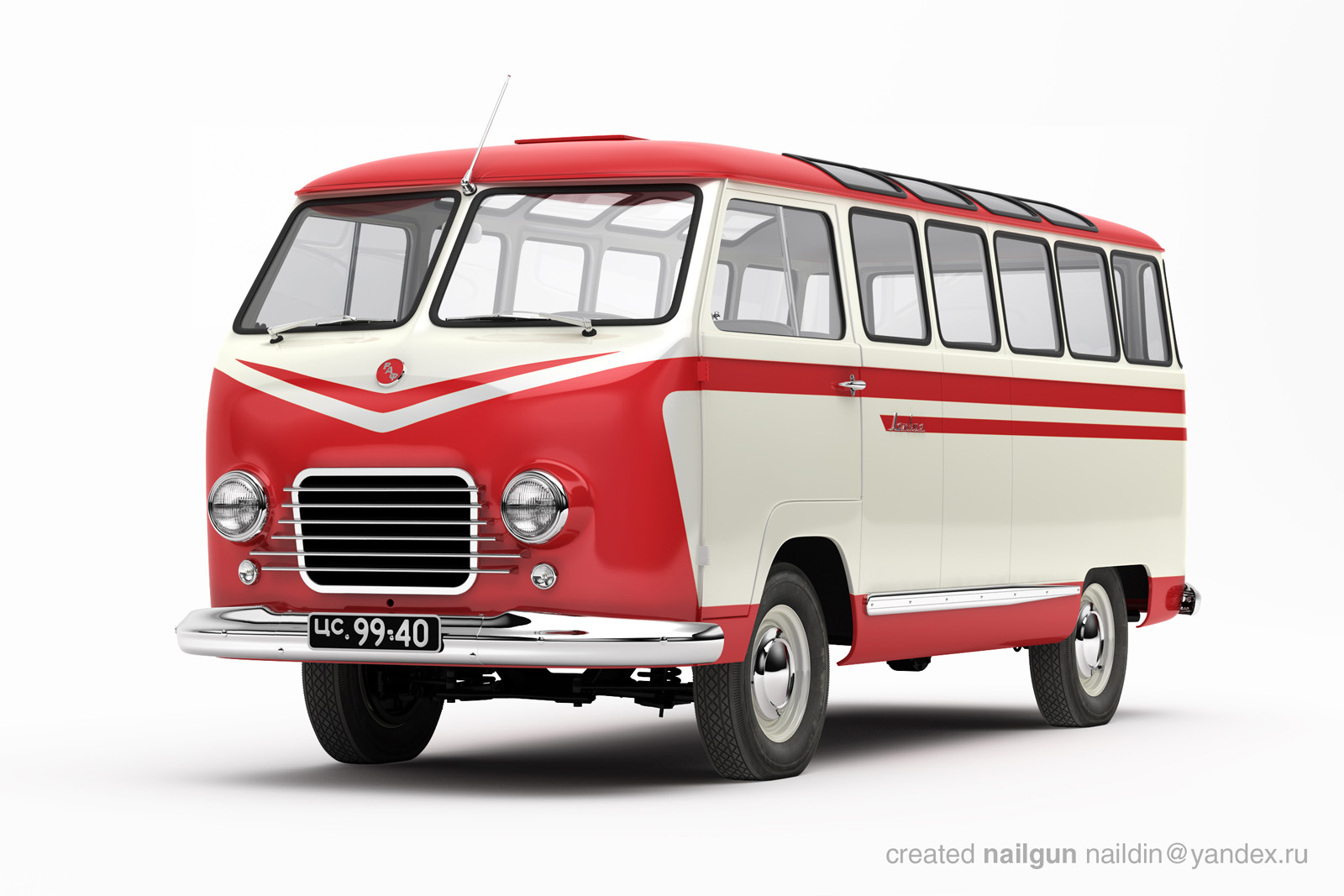
Pierwszy model RAF-977 (grafika 3d)

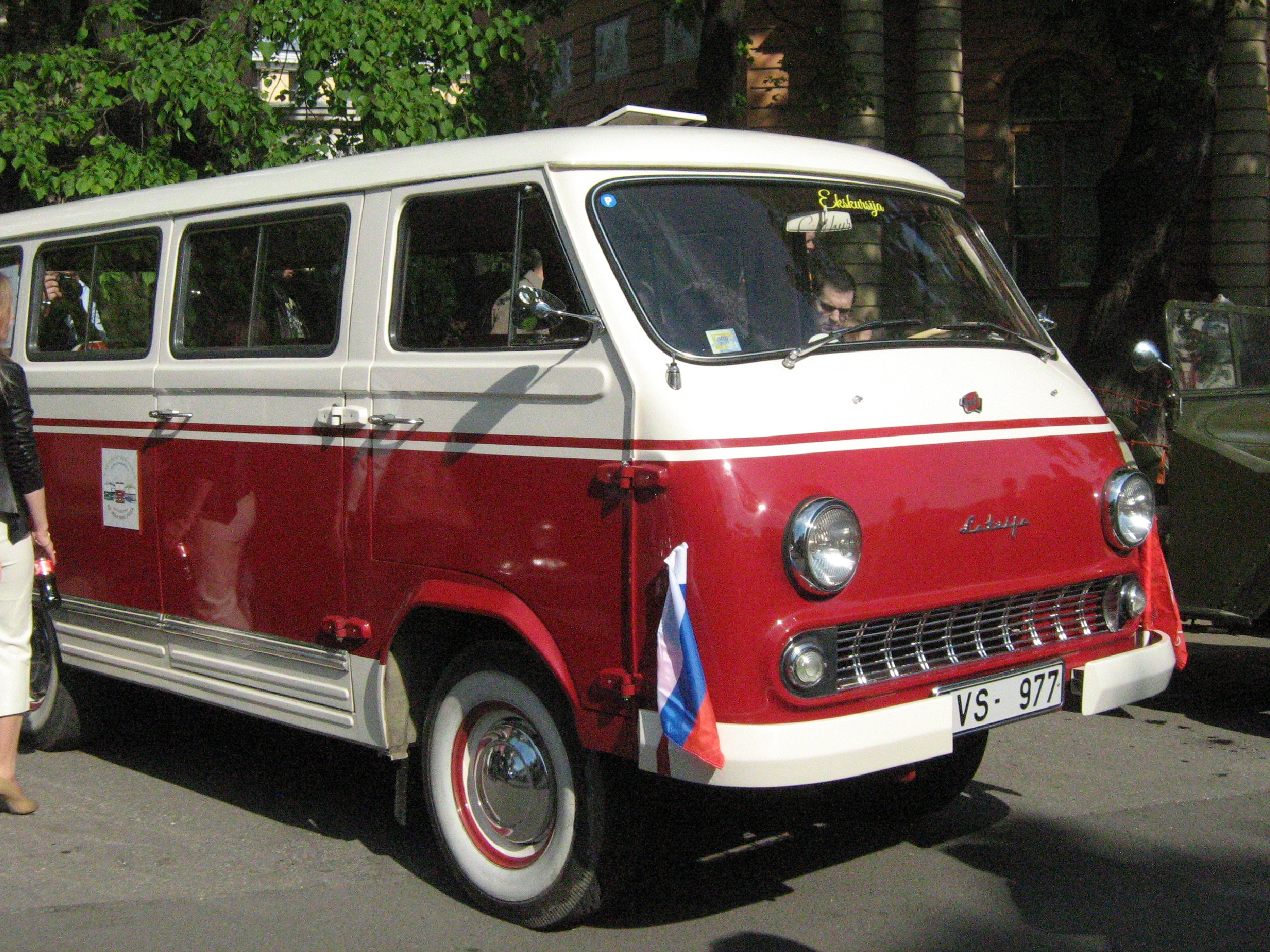
RAF-977DM na paradzie zabytkowych samochodów

RAF-977 Łatwija (ros. РАФ-977 Латвия, łot. RAF-977 Latvija) – samochód użytkowy produkowany w latach 1958–1975 w ZSRR, przez łotewskie zakłady RAF. Podstawową wersją nadwozia był mikrobus do przewozu osób; budowano także typowe sanitarki oraz nieliczne wersje specjalistyczne.

## Historia powstania
Pierwszym i zarazem głównym producentem mikrobusów w ZSRR była państwowa fabryka RAF w Rydze, w ówczesnej Łotewskiej SRR. Nietypowe dla centralnie zarządzanego przemysłu motoryzacyjnego ZSRR było to, że prace nad konstrukcją mikrobusu, opartego na podzespołach samochodu osobowego, rozpoczęto tam w latach 50. z własnej inicjatywy inżynierów fabryki, bez zlecenia ani finansowania ze strony władz, które w tym czasie dawały priorytet transportowi zbiorowemu opartemu na większych autobusach. Głównym inżynierem zakładów był wówczas Laimonis Klēge. Nowy samochód częściowo wzorowano na niemieckiej klasycznej konstrukcji VW Transporter T1, między innymi w zakresie sylwetki wagonowego samonośnego nadwozia. Ponieważ jednak samochód miał być oparty na podzespołach samochodu osobowego GAZ-M20 Pobieda, zastosowano zupełnie inny układ napędowy, niż w niemieckiej konstrukcji, z silnikiem z przodu, umieszczonym pod osłoną między kierowcą a pasażerem. Przez to, można było uzyskać równą podłogę i pełnowymiarowe drzwi w tylnej części. Ujemną cechą było natomiast zbytnie obciążenie przedniej osi. Łotewski mikrobus był też nieco większy i w swoich pierwszych wersjach zdecydowanie odróżniał się od Volkswagena stylistyką.
Pierwszy model mikrobusu opracowano w 1957 roku; otrzymał on oznaczenie fabryczne RAF-10 od liczby przewożonych osób i nazwę Festiwal, nawiązującą do odbywającego się właśnie Światowego Festiwalu Młodzieży i Studentów w Moskwie. Samochód miał oryginalną stylistykę samonośnego nadwozia, z dwoma osadzonymi blisko siebie reflektorami i atrapą chłodnicy z poziomych chromowanych pasów. W takiej postaci samochód nie trafił jednak do produkcji seryjnej. Konstrukcję przeprojektowano z użyciem nowocześniejszych podzespołów samochodu GAZ-21 Wołga, w tym silnika i zawieszenia przedniego, zmieniono też stylizację przodu i zamieniono dwuskrzydłowe drzwi z prawej strony przedziału pasażerskiego (jak w Volkswagenie) na pojedyncze wąskie. Do Volkswagena nieco upodabniała go sylwetka, kwadratowe okna boczne z zaokrąglonymi rogami (o jedno więcej po każdej stronie), podłużne przetłoczenie pod linią okien, modne w tym czasie małe wygięte przyciemnione okienka na styku dachu i ścian oraz zastosowana pierwotnie dzielona szyba przednia, natomiast wyraźnie odróżniała go atrapa chłodnicy między reflektorami, z poziomymi ozdobnymi listwami.
Władze przemysłu motoryzacyjnego zainteresowały się konstrukcją i zleciły następnie zakładom w Rydze dopracowanie mikrobusu, który w wersji seryjnej otrzymał znormalizowane oznaczenie RAF-977. Samochód otrzymał także nazwę Łatwija (po łotewsku: Latvija), oznaczającą: Łotwa. Osobliwością wśród radzieckich samochodów było to, że samochody RAF nosiły znak fabryczny RAF i nazwę Latvija zapisane literami alfabetu łacińskiego (używanego dla języka łotewskiego), zamiast urzędowej cyrylicy.

## Produkcja i wersje

### Rozwój podstawowego mikrobusu
Pierwsze 10 sztuk RAF-977 wyprodukowano w grudniu 1958 roku. Ponieważ zakłady RAF wywodziły się z zakładów remontowych i nie dysponowały odpowiednią bazą produkcyjną, początkowo produkcja była niewielka, prowadzona metodami półrzemieślniczymi i nie najlepszej jakości. Duże potrzeby w zakresie mikrobusów i karetek pogotowia spowodowały jednak rozbudowę zakładu i od jesieni 1961 samochody  produkowano w nowo otwartym zakładzie w Rydze.
Od 1960 roku produkowano ulepszoną wersję RAF-977W (ros. РАФ-977В). Wzmocniono w niej i uproszczono konstrukcję nadwozia, a sprężyny zawieszenia przedniego od Wołgi zastąpiono wzmocnionymi. Wprowadzono też drzwi tylne otwierające się na bok zamiast dwudzielnej klapy otwieranej w dół i w górę. Od 1961 roku zastąpiła ją ulepszona wielkoseryjna wersja RAF-977D (ros. РАФ-977Д), w której zmieniono stylistykę, wprowadzając charakterystyczny od tej pory wygląd. Mikrobus otrzymał zaokrąglony przód i "wyłupiaste" okrągłe reflektory, bardziej upodabniające go do Volkswagena Transportera T1, od którego odróżniała go przede wszystkim wąska, pozioma, wklęsła krata atrapy chłodnicy pod reflektorami. Dzielona szyba przednia została zastąpiona przez giętą panoramiczną (podobne rozwiązanie zostało dopiero później wprowadzone w VW Transporterze T2). Dzięki przesunięciu silnika nieco w tył, polepszono rozkład obciążeń, odciążając przednią oś. Dokonano przy tym ulepszeń technologicznych, pozwalających na zwiększenie produkcji. W 1965 roku zrezygnowano z małych wygiętych okienek na przejściu między ścianami i dachem.
W 1968 roku wprowadzono do produkcji ostateczną wersję RAF-977DM, w której dla uproszczenia produkcji ujednolicono panele boczne nadwozia. W przedziale pasażerskim były odtąd po każdej stronie trzy duże okna, z odsuwanymi szybami, zamiast pięciu mniejszych okien; polepszyła się przy tym wentylacja i poszerzeniu (na szerokość okna) uległy prawe drzwi wejściowe. Przeprojektowano wnętrze, przez co zwiększono liczbę miejsc pasażerskich z 9 do 10 (miejsce po prawej stronie obok silnika, dalej dwa rzędy z podwójnym i pojedynczym siedzeniem każdy, oraz trzyosobowa kanapa z tyłu, na wysokości wnęk kół). Za tylnym siedzeniem był przedział bagażowy, dostępny przez tylne drzwi, otwierane na bok, z kołem zapasowym pod prawą ścianą.

### Inne wersje
Już na początku produkcji, w latach 1959/1960 opracowano małoseryjną wersję sanitarki RAF-977S (ros. РАФ-977С). Na bazie RAF-977W opracowano następnie pierwszą w ZSRR karetkę reanimacyjną, lecz nie weszła ona do produkcji seryjnej. Od 1962 roku produkowano standardowe sanitarki RAF-977I (ros. РАФ-977И) na bazie modelu 977D, w 1968 roku zmodernizowane jako RAF-977IM. Wyposażone były one w takie same oszklone nadwozia, jak mikrobus, jedynie z częściowo zmatowionymi szybami.
Od 1962 roku produkowano w niewielkiej serii lepiej wyposażony model turystyczny RAF-977Je (ros. РАФ-977Е), przeznaczony np. dla zagranicznych wycieczek, później zastąpiony przez zmodernizowany RAF-977JeM (ros. РАФ-977ЕМ). Dach nad przednią częścią przedziału transportowego miały one odsuwany, a nad tylną częścią był bagażnik dachowy.
W 1962 roku opracowano też wersję furgonu RAF-977K, lecz z powodu ograniczonych możliwości produkcyjnych zakładów w Rydze, jego produkcję postanowiono uruchomić w nowych zakładach JerAZ w Erywaniu, gdzie produkowano go od 1966 aż do 1995 roku jako JerAZ 762 (przetrwał on w produkcji o 20 lat dłużej od pojazdu bazowego, a późne wersje były osobowo-towarowe).
W 1962 roku w Ługańskim Zakładzie Remontowym Samochodów (ŁARZ) w Ługańsku opracowano kilka modeli własnych mikrobusów wzorowanych na RAF-977D. Ostatecznie, w 1963 roku wyprodukowano tam niewielką serię 300 sztuk mikrobusów oznaczonych ŁARZ-977 Ługansk, różniących się od RAF-977D głównie stylistyką części przedniej. Specjalną odmianą RAF-977 był ambulans do przewozu krwi ze stacji poboru ACPK-977 (awtomobil centralizowannoj pieriewozki krowi), bez oszklenia tylnej części, karosowany od 1966 roku w Ługańskim Zakładzie Montażu Samochodów (dawnym ŁARZ, późniejszym Woroszyłowgradzkim Zakładzie Montażu Samochodów).
Istniała także modyfikacja RAF-980DM służąca do przewożenia osób na terenach wystaw i lotniskach, z otwartą po bokach tylną częścią, wyposażoną w cztery poprzeczne ławki. Samochód taki ciągnął jedną lub dwie przyczepy RAF-979 o analogicznej otwartej po bokach konstrukcji, z sześcioma ławkami każda.

## Eksploatacja
Mikrobusy w ZSRR nie były dostępne dla użytkowników prywatnych, a jedynie jako samochody służbowe, w przedsiębiorstwach, organizacjach i instytucjach państwowych. Jednym z podstawowych zastosowań mikrobusów RAF-977 stała się służba w roli państwowych "marszrutek" – taksówek zbiorowych poruszających się po wyznaczonych trasach w miastach ZSRR. Łącznie z kolejnym modelem RAF-2203 spowodowały one, że mikrobusy RAF, nazywane potocznie "rafikami", stały się synonimem "marszrutki" dla mieszkańców ZSRR.
Drugą co do liczebności rolą RAF-977 była ich służba w charakterze karetek pogotowia. Były to pierwsze mikrobusy używane w ZSRR w tym charakterze, pozwalające na zwiększenie komfortu przewożenia chorych i pracy personelu medycznego (wcześniej typowo używano zaadaptowanych autobusów PAZ-653 i sedanów GAZ-12B). Pierwsze karetki pojawiły się w 1959 roku, a produkcja na większą skalę ruszyła w 1964 roku, kiedy powstało 400 sztuk. W pewnym okresie liczba produkowanych sanitarek dochodziła do 40% produkcji ogólnej modelu i przewyższała 3000 sztuk. W latach 70. stały się one podstawowymi radzieckimi sanitarkami. W przedziale transportowym miały one nosze i trzy składane siedzenia. Można było także ewakuować drugiego rannego na noszach podwieszanych. Samochód był wyposażony w radiostację ARS-2 i posiadał dodatkowe oświetlenie w postaci jednego błyskającego światła pośrodku dachu, ruchomego reflektora szperacza po prawej stronie z przodu dachu i reflektora z podświetlanym znakiem czerwonego krzyża po lewej. Fabrycznie były malowane na biało lub w kolorze jasnobeżowym ("przypalonego mleka"), ze znakami czerwonego krzyża i napisami cyrylicą: skoraja miediczeskaja pomoszcz na burtach. Później bywały przemalowywane w inne schematy.   
Oprócz ZSRR, mikrobusy RAF-977 eksportowano m.in. do Bułgarii, Iranu, Finlandii, na Węgry i Kubę. Istniały m.in. od 1969 roku eksportowe sanitarki RAF-977IME i RAF-977IMJu (ta druga w wersji tropikalizowanej).
Konstrukcja RAF-977 była umiarkowanie udana, gdyż mimo ulepszeń, cały czas borykano się z wadami w postaci małej wytrzymałości samonośnego nadwozia i przeciążonej przedniej osi. Z tych powodów samochody te dość szybko zużywały się i wymagały kapitalnych remontów, szczególnie przy intensywnej eksploatacji. Wadami modeli poprzedzających model DM była też słaba wentylacja przedziału pasażerskiego i mało skuteczne ogrzewanie. Cechami ujemnymi było też słabe chłodzenie silnika, a w porównaniu z zachodnimi analogami także paliwożerny silnik benzynowy i większa masa własna.

## Dane techniczne
RAF-977DM – główne źródło:
- Długość/szerokość/wysokość: 4900 / 1815 / 2110 mm
- Rozstaw osi: 2700 mm
- Rozstaw kół przód/tył: 1410 / 1420 mm
- Masa własna: 1675 kg
- Masa całkowita: 2545 kg
- Prześwit (obciążony): 205 mm
- Wysokość kabiny: 1400 mm

- Silnik: ZMZ-977 – gaźnikowy, 4-suwowy, 4-cylindrowy rzędowy, górnozaworowy, chłodzony cieczą, umieszczony podłużnie z przodu, napędzający koła tylne
- Pojemność skokowa: 2445 cm³
- Średnica cylindra x skok tłoka: 92 × 92 mm
- Moc maksymalna: 75 KM przy 4000 obr./min
- Maksymalny moment obrotowy: 17 kgf • m przy 2200 obr./min
- Stopień sprężania: 6,7:1
- Gaźnik: K-124
- Skrzynia przekładniowa mechaniczna 3-biegowa, synchronizowana na 2. i 3. przełożeniu
- Sprzęgło: suche jednotarczowe
- Przekładnia główna: hipoidalna, przełożenie 4,55

- Zawieszenie przednie: niezależne – poprzeczne wahacze resorowane sprężynami, teleskopowe amortyzatory hydrauliczne dwustronnego działania
- Zawieszenie tylne: zależne – sztywna oś na podłużnych resorach półeliptycznych, teleskopowe amortyzatory hydrauliczne dwustronnego działania
- Hamulce: przednie i tylne bębnowe, hydrauliczne; hamulec ręczny mechaniczny na układ przeniesienia napędu
- Ogumienie: 7,00-15

- Prędkość maksymalna: 110 km/h
- Zużycie paliwa: 12 l/100 km przy V=40 km/h
- Najmniejszy promień skrętu po śladzie koła: 6,5 m